# Bunomys chrysocomus
Bunomys chrysocomus es una especie de roedor miomorfo de la familia Muridae.

## Distribución
Es endémica de las selvas de la isla de Célebes (Indonesia).